# Kościół Niepokalanego Poczęcia Najświętszej Maryi Panny w Obrominie
Kościół Niepokalanego Poczęcia Najświętszej Maryi Panny w Obrominie – katolicki kościół filialny zlokalizowany we wsi Obromino w gminie Pyrzyce, w powiecie pyrzyckim (województwo zachodniopomorskie). Należy do parafii Matki Boskiej Bolesnej w Pyrzycach.

## Historia
Kościół został zbudowany w XVIII wieku, prawdopodobnie na miejscu wcześniejszej, średniowiecznej świątyni. Oryginalnie murowany był w technice ryglowej. Od strony wschodniej nawa zakończona jest trójbocznie zamkniętym prezbiterium. Okna mają kształt prostokątny. Z boku do kościoła dostawiona jest kruchta, nakryta dwuspadowym dachem. Nad zachodnią częścią pokrycia dachowego nasadzona jest barokowa, drewniana wieża, zwieńczona ośmiobocznym hełmem z latarnią.
W latach 1961–1962 ryglową konstrukcję świątyni wymieniono na murowaną, wymieniono także dach. W oryginalnej formie zachowana została jedynie ryglowa ściana zachodnia i wieża, które wpisane zostały do rejestru zabytków. Poświęcenia kościoła dokonał w dniu 3 maja 1964 roku biskup Wilhelm Pluta. W 1987 roku kościół stał się siedzibą nowo erygowanej parafii, którą już w 1992 roku przeniesiono do Pyrzyc.
Wewnątrz kościoła, w zachodniej części nawy, znajduje się empora z tralkowaną balustradą. Zachował się XVIII-wieczny ołtarz ambonowy, zdobiony kolumnami i ornamentem roślinnym, ze wstawionym obecnie w miejscu kosza ambonowego obrazem Matki Bożej. Oryginalne dwa dzwony na wieży, pęknięte, wymieniono w 1983 roku na nowy dzwon.

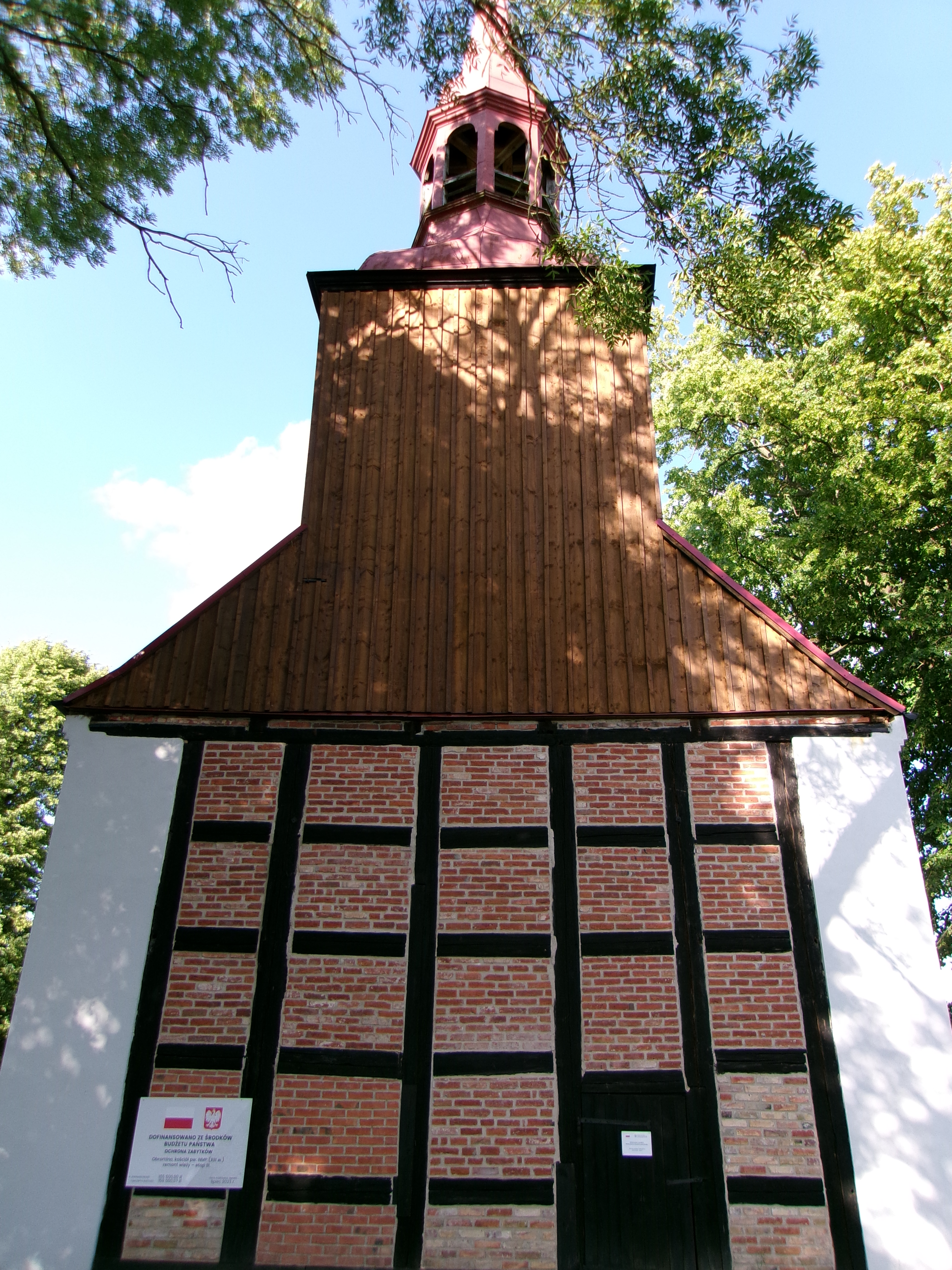
Wpisane do rejestru zabytków ryglowa ściana zachodnia i wieża